# كريزي فروغ رايسر 2
كريزي فروغ رايسر 2 (بالإنجليزية: Crazy Frog Racer 2)‏ هي لعبة فيديو من تطوير Neko Entertainment ونشر Turtle Games.